# デュークオブマーマレード
デュークオブマーマレード (Duke of Marmalade) はアイルランド生まれの競走馬である。

## 経歴

### 2歳・3歳時代
競走馬デビューは2歳時の6月で、その後2戦目で初勝利を挙げた。
3歳時は2000ギニーとアイリッシュ2000ギニーではともにコックニーレベルの4着、セントジェームズパレスステークスでは、同じエイダン・オブライエン厩舎所属のエクセレントアートにわずかにクビ差敗れて2着だった。インターナショナルステークスはオーソライズドの4着、秋はアイリッシュチャンピオンステークスでディラントーマスに敗れての2着、クイーンエリザベス2世ステークスはラモンティに敗れて3着となるなど強豪馬相手に善戦はするものの、G1で勝利することはできなかった。

### 古馬時代
7ヶ月の休養を挟み古馬となっての初戦はガネー賞となり、前年度のラインラントポカルの勝ち馬で、次走で共和国大統領賞で優勝するサデックスに半馬身差で先着しG1競走初勝利を挙げた。続く、タタソールズゴールドカップも早めに抜け出すとフィンシャルベオを抑え込みG1を連勝。さらにプリンスオブウェールズステークスでは直線半ばで抜け出すと、あとは後続に4馬身差をつけて圧勝した。
ここまで10ハロン前後のG1で活躍してきた本馬だが、ここで距離が2ハロン近く伸びるキングジョージ6世&クイーンエリザベスステークスに出走した。レースでは中団後方で待機し、最後の直線で先頭に立つも直後にペイパルブルに並ばれて叩きあいとなり、3番手以下を大きく引き離す。そして一旦はペイパルブルに交わされるも、ゴールまでしぶとく差し返し半馬身差でペイパルブルを下して優勝。これでG14連勝を達成した。また、鞍上のジョニー・ムルタ騎手、同馬を管理するオブライエン調教師ともに、前年のディラントーマスに続いて同レース2連覇となった。
続いてインターナショナルステークスに出走。この年のダービー馬ニューアプローチとの初顔合わせが話題を呼んだ。レースでは、フェニックスタワーを3/4馬身差しのいで5連勝でG1を5勝目。ダービー馬ニューアプローチは3着であった。その後、アイリッシュチャンピオンステークスに出走を予定していたが、馬場悪化を理由に出走を取り消した。
続いて凱旋門賞に出走。オブライエンは馬場状態によっては回避もある可能性を示唆していたが、結局出走した。レースでは、スムーズに馬群の外側を回すも直線で失速し7着と大敗。この年の連勝も途絶えた。続いてブリーダーズカップ・クラシックに出走、しかし見せ場なく9着と大敗し、その後引退、種牡馬入りした。

### 種牡馬時代以降
2009年にクールモアスタッドで種牡馬入り。優れた競走成績に加えて一族にエーピーインディ、レモンドロップキッドなどがいる良血に違わず、初年度種付け料は4万ユーロと高い期待を受けた。2012年に産駒がデビューするも、重賞勝ち馬を複数出すにとどまり、種付け料は2014年には1万ユーロに下落。その年の5月に南アフリカ共和国のドラケンシュタインスタッドにトレードされ、同年の南半球の種付けシーズンから供用されている。南アフリカ共和国での初年度種付け料は10万ランド（当時の為替レートで約98万円）。その後ヨーロッパに残した産駒がG1を勝っている。
2021年10月に繋養先である南アフリカのドラケンシュタインスタッドにより種牡馬を引退したと発表された。
2021年11月に死亡したと報じられた。

#### 主な産駒
- Big Orange / ビッグオレンジ - ゴールドカップ
- Nutan / ヌタン - ドイチェスダービー
- Simple Verse / シンプルヴァース - セントレジャーステークス[4]、ブリティッシュ・チャンピオンズ・フィリーズ&メアズステークス
- Star Of Seville / スターオブセヴィル - ディアヌ賞
- Sound of Freedom / サウンドオブフリーダム - リディアテシオ賞

### 競走成績
| 出走日     | 競馬場           | 競走名                  | 格 | 距離      | 着順 | 騎手           | 着差      | 1着（2着）馬     |
| ---------- | ---------------- | ----------------------- | -- | --------- | ---- | -------------- | --------- | ---------------- |
| 2006.06.21 | レパーズタウン   | 未勝利                  |    | 芝6f      | 2着  | J.ヘファーナン | 1 1/2馬身 | Chanting         |
| 2006.06.30 | カラ             | 未勝利                  |    | 芝7f      | 1着  | K.ファロン     | クビ      | (Supposition)    |
| 2006.08.02 | グッドウッド     | ヴィンテージS           | G3 | 芝7f      | 2着  | M.キネーン     | クビ      | StrateGIc Prince |
| 2007.05.05 | ニューマーケット | 2000ギニー              | G1 | 芝8f      | 4着  | M.キネーン     | 2 1/4馬身 | Cockney Rebel    |
| 2007.05.26 | カラ             | 愛2000ギニー            | G1 | 芝8f      | 4着  | J.ヘファーナン | 2 1/4馬身 | Cockney Rebel    |
| 2007.06.19 | アスコット       | セントジェームズパレスS | G1 | 芝8f      | 2着  | M.キネーン     | クビ      | Excellent Art    |
| 2007.08.19 | ヨーク           | 英国際S                 | G1 | 芝10f88y  | 4着  | M.キネーン     | 4馬身     | Authorized       |
| 2007.09.08 | レパーズタウン   | 愛チャンピオンS         | G1 | 芝10f     | 2着  | J.ヘファーナン | 1 1/2馬身 | Dylan Thomas     |
| 2007.09.29 | アスコット       | クイーンエリザベス2世S  | G1 | 芝8f      | 3着  | M.キネーン     | 1馬身     | Ramonti          |
| 2008.04.27 | ロンシャン       | ガネー賞                | G1 | 芝2100m   | 1着  | J.ムルタ       | 1/2馬身   | (Saddex)         |
| 2008.05.25 | カラ             | タタソールズ金杯        | G1 | 芝10f110y | 1着  | J.ムルタ       | 1 1/4馬身 | (Finsceal Beo)   |
| 2008.06.18 | アスコット       | プリンスオブウェールズS | G1 | 芝10f     | 1着  | J.ムルタ       | 4馬身     | (Phoenix Tower)  |
| 2008.07.26 | アスコット       | KGVI&QES                | G1 | 芝12f     | 1着  | J.ムルタ       | 1/2馬身   | (Papal Bull)     |
| 2008.08.23 | ニューマーケット | 英国際S                 | G1 | 芝10f     | 1着  | J.ムルタ       | 3/4馬身   | (Phoenix Tower)  |
| 2008.10.05 | ロンシャン       | 凱旋門賞                | G1 | 芝2400m   | 7着  | J.ムルタ       | 3 3/4馬身 | Zarkava          |
| 2008.10.25 | サンタアニタ     | BCクラシック            | G1 | AW10f     | 9着  | J.ムルタ       | 5 3/4馬身 | Raven's Pass     |

## 血統表
| デュークオブマーマレードの血統ダンジグ系 / Northern Dancer 3x5=15.63%、Natalma・Buckpasser・Raise a Native 4x4=12.5%、Native Dancer 5.5x5.5=12.5% | デュークオブマーマレードの血統ダンジグ系 / Northern Dancer 3x5=15.63%、Natalma・Buckpasser・Raise a Native 4x4=12.5%、Native Dancer 5.5x5.5=12.5% | デュークオブマーマレードの血統ダンジグ系 / Northern Dancer 3x5=15.63%、Natalma・Buckpasser・Raise a Native 4x4=12.5%、Native Dancer 5.5x5.5=12.5% | （血統表の出典）     | （血統表の出典） |
| 父 *デインヒル Danehill 1986 鹿毛 | 父の父Danzig 1977 鹿毛 | Northern Dancer | Nearctic             | Nearctic         |
| 父 *デインヒル Danehill 1986 鹿毛 | 父の父Danzig 1977 鹿毛 | Northern Dancer | Natalma              |                  |
| 父 *デインヒル Danehill 1986 鹿毛 | 父の父Danzig 1977 鹿毛 | Pas de Nom | Admiral's Voyage     | Admiral's Voyage |
| 父 *デインヒル Danehill 1986 鹿毛 | 父の父Danzig 1977 鹿毛 | Pas de Nom | Petitioner           |                  |
| 父 *デインヒル Danehill 1986 鹿毛 | 父の母Razy Ana 1981 黒鹿毛 | His Majesty | Ribot                | Ribot            |
| 父 *デインヒル Danehill 1986 鹿毛 | 父の母Razy Ana 1981 黒鹿毛 | His Majesty | Flower Bowl          |                  |
| 父 *デインヒル Danehill 1986 鹿毛 | 父の母Razy Ana 1981 黒鹿毛 | Spring Adieu | Buckpasser           | Buckpasser       |
| 父 *デインヒル Danehill 1986 鹿毛 | 父の母Razy Ana 1981 黒鹿毛 | Spring Adieu | Natalma              |                  |
| 母 Love Me True 1998 栗毛 | 母の父Kingmambo 1990 鹿毛 | Mr. Prospector | Raise a Native       | Raise a Native   |
| 母 Love Me True 1998 栗毛 | 母の父Kingmambo 1990 鹿毛 | Mr. Prospector | Gold Digger          |                  |
| 母 Love Me True 1998 栗毛 | 母の父Kingmambo 1990 鹿毛 | Miesque | Nureyev              | Nureyev          |
| 母 Love Me True 1998 栗毛 | 母の父Kingmambo 1990 鹿毛 | Miesque | Pasadoble            |                  |
| 母 Love Me True 1998 栗毛 | 母の母Lassie's Lady 1981 鹿毛 | Alydar | Raise a Native       | Raise a Native   |
| 母 Love Me True 1998 栗毛 | 母の母Lassie's Lady 1981 鹿毛 | Alydar | Sweet Tooth          |                  |
| 母 Love Me True 1998 栗毛 | 母の母Lassie's Lady 1981 鹿毛 | Lassie Dear | Buckpasser           | Buckpasser       |
| 母 Love Me True 1998 栗毛 | 母の母Lassie's Lady 1981 鹿毛 | Lassie Dear | Gay Missile F-No.3-l |                  |

- 半弟に2013年ダービーステークス優勝馬ルーラーオブザワールド（父ガリレオ）がいる。